# Fernando Martínez Silva
Fernando Rafael Martínez Silva (Ciudad Guayana, Venezuela, 8 de junio de 1977) es un futbolista venezolano que se desempeña como entrenador del Paso Atlético (Cadete) en C. D. Atlético El Paso, club del Interinsular 3ª División Grupo 12 de La Palma de España.

## Carrera
Nacido en la localidad de Puerto Ordaz, Martínez pasó gran parte de su carrera jugando en la Primera División de Venezuela con el Minervén, Caracas, Deportivo Táchira, Mineros de Guayana, Trujillanos y Llaneros de Guanare.
Martínez también jugó en la Liga Premier de Rusia con el hoy desaparecido FC Uralan Elista durante el 2003, convirtiéndose en el primer venezolano en jugar en esta liga.
En 2011, Martínez se va hacia las Islas Canarias donde pudo jugar fútbol amateur con el UD Los Llanos y CD Atlético El Paso en la Interinsular Preferente de Las Palmas de España.